# Kumasi
Kumasi es un ciudad de Ghana, capital de la región de Ashanti. Con 3,3 millones de habitantes según una estimación de 2020, es la ciudad más poblada del país.

## Geografía
Conocida como "La ciudad jardín", debido a la variedad de plantas en la zona, se encuentra en el centro-sur del país, unos 250 km al noroeste de Acra. El lago Bosumtwi, el mayor de Ghana, se encuentra a 32 km al sur.

## Demografía

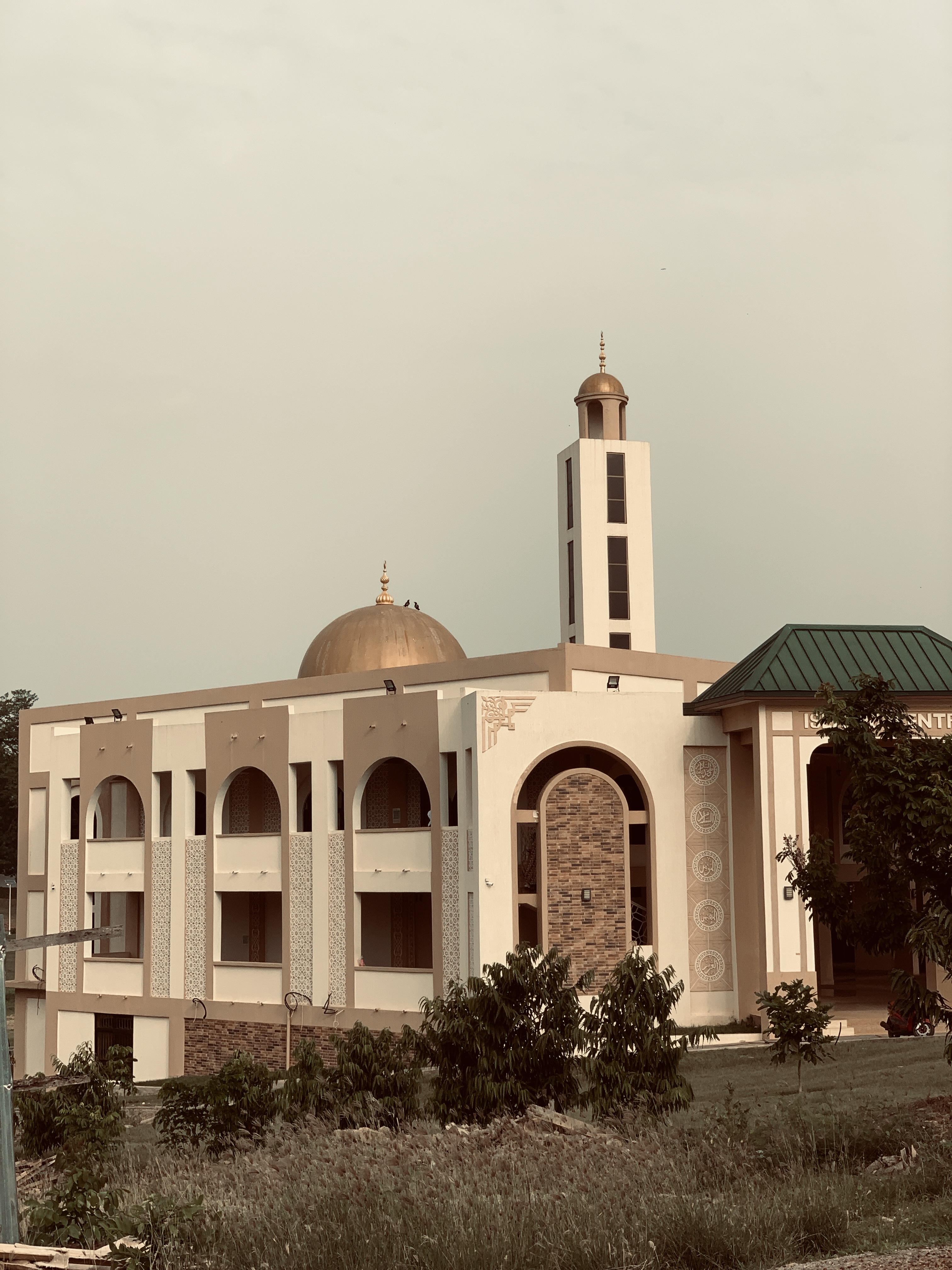
Mezquita

Con una población de 2 069 350 habitantes en 2013, el mayor grupo étnico son los ashanti. Aproximadamente un 84 % de sus pobladores son cristianos y un 11 % musulmanes. También hay creyentes de otras religiones tradicionales.

## Etimología
Uno de los significados que recibe el nombre de Kumasi es el de "Debajo del árbol Kum", específicamente sobre los árboles en el cual se cree que plantó Okomfo Anokye en 1701.

## Historia

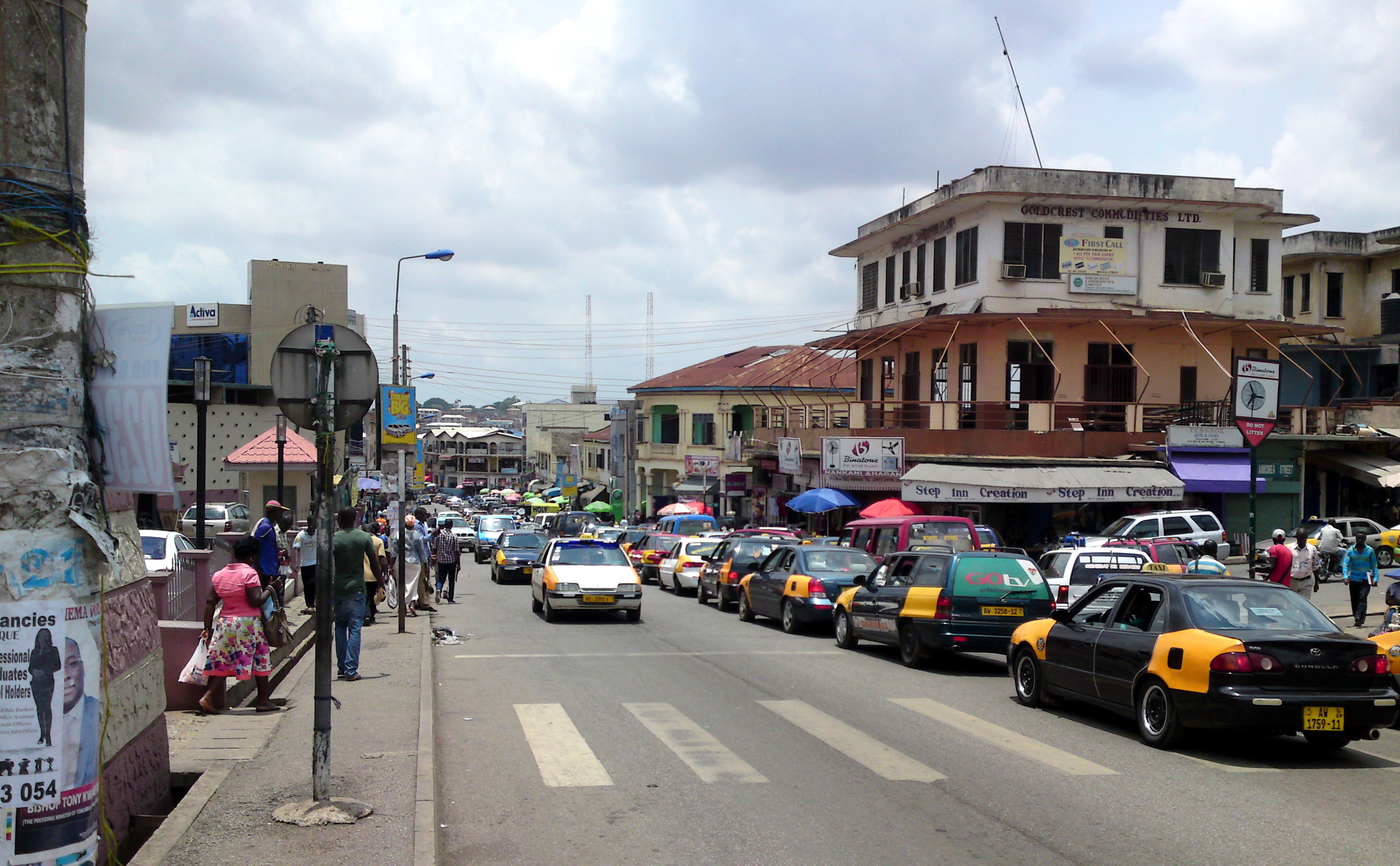
Calle de Kumasi

La ciudad fue establecida por el primer rey del Imperio Asante, Osei Kofi Tutu I. Las partes de la ciudad, incluido el Palacio Real, fueron destruidas por las tropas británicas durante la Tercera Guerra Anglo-Ashanti de 1874.
Hacia 1906 tenía contabilizada una población de 6280 habitantes, que incluyendo los suburbios superaba los 12 000 habitantes.

## Sitios de patrimonio
Kumasi presenta varios sitios religiosos como lo es la Catedral Basílica de San Pedro, la cual fue construida entre 1927 y 1929 en el sitio original de la misión católica. Esta Catedral es el centro de la Arquidiócesis de Kumasi. Kumasi también contiene la Iglesia Metodista de Adum Wesley, fundada por Thomas Birch Freeman en 1938, Freeman jugó un rol importante en el establecimiento de la iglesia metodista en Ghana. La templo de Adum es la iglesia metodista más grande de la Región de Asanti.

## Ciudades hermanadas
La ciudad de Kumasi mantiene acuerdos de hermanamientos con las siguientes ciudades:
- Treichville (Costa de Marfil)[11]
- Uagadugú (Burkina Faso)[12]
- Tswane (Sudáfrica)[12]
- Atlanta (Estados Unidos)[13]
- Kitchener (Canadá)[12]
- Almere (Países Bajos)[12]